# 張翼
張 翼（ちょう よく）は、中国後漢末期から三国時代の武将。益州犍為郡武陽県の人。字は伯恭。前漢の張良の子孫。高祖父は司空の張晧。曾祖父は広陵太守の張綱。祖父と父の名は不詳。子は張微。孫は張存。『三国志』蜀志に伝がある。

## 生涯
劉備が益州を平定し（入蜀）、益州牧を兼任したときに書佐として取り立てられた。その後、孝廉に推挙され、江陽県長・涪陵県令・梓潼太守・広漢太守・蜀郡太守と地方官を歴任した。
この間、沔陽県長であった頃、劉備の漢中攻め（定軍山の戦い）に参加し、趙雲の指揮下で曹操軍を大いに撃退したという（『三国志』蜀志「趙雲伝」の注に引く『趙雲別伝』）。
建興9年（231年）、庲降都督・綏南中郎将として南中方面を鎮守した。
しかし、法に厳格であったために異民族の反発を買い、233年、異民族の劉冑が反乱すると（『三国志』蜀志「後主伝」）、職務に耐えないと見做されて中央に召喚された。張翼は後任の馬忠が赴任するまで前線に留まり、兵糧の準備など軍備を充実させた。このため馬忠はそれに頼り、異民族の反乱を平定できた。諸葛亮はこの話を聞き、張翼に信頼を寄せた。
諸葛亮が武功に進軍したとき、前軍都督となり、扶風太守を兼務した。
諸葛亮の死後、前領軍となり、劉冑討伐の功績が評価され、関内侯に封じられた。
延熙元年（238年）には尚書となった。さらに、督建威・仮節に昇進し、都亭侯・征西大将軍に昇格した。
延熙18年（255年）、姜維が北伐を計画すると、これに強く反対したが容れられず、張翼も鎮南大将軍として北伐に従軍した。姜維は洮水において王経軍を大破した（狄道の戦い）。しかし、張翼はこれ以上の戦闘継続に反対し、戦果に傷がつかない内に撤退すべきだと述べた。これに対し姜維は腹を立てたが、張翼はなおも反対を続けた。結局、姜維は狄道城に籠った王経を包囲したものの、破ることはできなかった。これ以来、姜維は張翼のことを内心不快に思うようになったが、北伐の際は常に従軍を命じた。このため、張翼も仕方なくそれに従った。
景耀2年（259年）、左車騎将軍に昇進し、冀州刺史を兼務した。
景耀6年（263年）夏、魏の蜀侵攻が開始された。張翼は廖化・董厥と共に鍾会軍を迎撃するため陽安関へ向かったが（『三国志』蜀志「後主伝」及び「姜維伝」）、蔣舒の裏切りにより陽安関は陥落してしまった。このため陰平から敗走してきた姜維と共に、剣閣へ籠って鍾会軍を防いだ。しかし、剣閣を迂回した鄧艾軍により成都が降伏したため（『三国志』蜀志「後主伝」）、張翼は姜維と共に鍾会へ降伏し、随行して成都に戻った。
翌年正月、姜維と鍾会は鄧艾を罪に落とした上で、魏将を皆殺しにしてクーデターを起こそうとした。しかし、胡烈ら魏将の反撃に遭って討たれ、張翼もこれに巻き込まれて殺害された。
子の張微は西晋の広漢太守となったが、李特の反乱によって殺害された。
陳寿は、張翼が姜維の北伐に反対したことを称えている。

## 物語中の張翼
小説『三国志演義』では劉璋配下の武将として登場する。劉備が入蜀を開始すると、卓膺と共に劉璝らが守る雒城の救援部隊として派遣される。しかし、張任が捕らえられ卓膺が降伏すると、なおも抵抗しようとする劉璝を殺害して降伏した。その後は劉備・劉禅に仕え、諸葛亮に従い南征や北伐に参加する。諸葛亮の没後も主力武将として転戦するが、姜維と不仲になったという描写はない。最期は、蜀滅亡後の混乱で死去した人物の1人として名が挙がるだけである。